# Bruchidius holosericeus
Bruchidius holosericeus is een keversoort uit de familie bladkevers (Chrysomelidae). De wetenschappelijke naam van de soort werd in 1832 gepubliceerd door Schoenherr.